# Héber Lopes
Héber Roberto Lopes (Londrina, 13 juli 1972) is een Braziliaans voormalig voetbalscheidsrechter. Hij was in dienst van FIFA en CONMEBOL tussen 2002 en 2016. Ook leidde hij tot 2021 wedstrijden in de Série A.
Op 3 september 2003 leidde Lopes zijn eerste wedstrijd in internationaal verband tijdens een wedstrijd tussen Flamengo en Santos in de Copa Sudamericana; het eindigde in 0–3 en de Braziliaan gaf zes gele kaarten. Op 18 november 2007 leidde hij zijn eerste interland, toen Paraguay met 5–1 won van Ecuador. Tijdens dit duel gaf Lopes aan alleen Edison Méndez een gele kaart. Tijdens de kwalificatiereeks voor het WK 2014 leidde hij vier wedstrijden.

## Interlands
| Datum            | Plaats                            | Wedstrijd           | Uitslag | Competitie           | Kreeg geel | Kreeg voor de tweede keer geel en dus rood | Weggestuurd |
| ---------------- | --------------------------------- | ------------------- | ------- | -------------------- | ---------- | ------------------------------------------ | ----------- |
| 18 november 2007 | Asuncion, Paraguay                | Paraguay – Ecuador  | 5 – 1   | WK 2010 kwalificatie | 1          | 0                                          | 0           |
| 8 juni 2011      | Luque, Paraguay                   | Paraguay – Bolivia  | 0 – 0   | Vriendschappelijk    | 2          | 0                                          | 0           |
| 16 november 2011 | Santiago, Chili                   | Chili – Paraguay    | 2 – 0   | WK 2014 kwalificatie | 6          | 0                                          | 0           |
| 7 september 2012 | Barranquilla, Colombia            | Colombia – Uruguay  | 4 – 0   | WK 2014 kwalificatie | 1          | 0                                          | 0           |
| 12 oktober 2012  | Quito, Ecuador                    | Ecuador – Chili     | 3 – 1   | WK 2014 kwalificatie | 4          | 1                                          | 1           |
| 7 september 2013 | Barranquilla, Colombia            | Colombia – Ecuador  | 1 – 2   | WK 2014 kwalificatie | 4          | 0                                          | 1           |
| 14 oktober 2015  | Montevideo, Uruguay               | Uruguay – Colombia  | 3 – 0   | WK 2018 kwalificatie | 4          | 0                                          | 1           |
| 24 maart 2016    | Santiago, Chili                   | Chili – Argentinië  | 1 – 2   | WK 2018 kwalificatie | 6          | 0                                          | 0           |
| 7 juni 2016      | Pasadena, Verenigde Staten        | Colombia – Paraguay | 2 – 1   | Copa América 2016    | 2          | 1                                          | 0           |
| 18 juni 2016     | Santa Clara, Verenigde Staten     | Mexico – Chili      | 0 – 7   | Copa América 2016    | 3          | 0                                          | 0           |
| 26 juni 2016     | East Rutherford, Verenigde Staten | Argentinië – Chili  | 0 – 0   | Copa América 2016    | 6          | 1                                          | 1           |